# Kavkazskaja plennitsa, ili Novyje prikljutjenija Sjurika
Kavkazskaja plennitsa, ili Novyje prikljutjenija Sjurika (russisk: Кавказская пленница, или Новые приключения Шурика, da.: Den kaukasiske fange, eller Sjuriks nye eventyr) er en sovjetisk spillefilm fra 1967 instrueret af Leonid Gajdaj.

## Medvirkende
- Aleksandr Demjanenko som Sjurik
- Natalja Varlej som Nina
- Vladimir Etush som Saakhov
- Frunzik Mkrttjan som Dzhabrail
- Ruslan Akhmetov som Edik